# Люда (галерея)
Галерея ЛЮДА — экспериментальная независимая площадка, территория кураторских исследований и маргинального искусства которая находится в Санкт-Петербурге, арт-центре Пушкинская-10 .

## История
ЛЮДА — 1 , 2008—2009

Однажды коммерсант средней руки Людмила узнала о том, что её сосед по дому на Моховой — художник. При личном знакомстве Петр Белый произвел на неё впечатление приличного человека из хорошей семьи (папа — известный советский график), сам учился в Лондоне и даже был принят там в Королевское общество граверов. В общем, Людмила предложила ему организовать в принадлежащем ей помещении галерею.
Петр Белый: У меня есть соседка, хорошая женщина по имени Люда, у неё было брачное агентство и разная недвижимость. Не бедная и не богатая — бизнесмен средней руки. Кроме всего прочего, она имела какие-то волнения в душе и страсть к искусству и собирательству.

Мы общались по-соседски, она как-то прознала, что я художник. «Давай откроем галерею, я всегда хотела. У меня есть помещение на Моховой», — сказала она мне. Я согласился. Но дело в том, что для неё искусство — это русские пейзажи и тихая классическая музыка, она зашла как-то в галерею, а у меня там висел проект Гриши Ющенко [прим.ред. персональная выставка «Укусы насекомых», 2009] и говорит: «Год, как договаривались — делайте, что хотите, а потом все…» 
ЛЮДА — 2, 2013—2017
Какое-то время после закрытия «Люда» ещё мерцала в выставочных пространствах: то в «Этажах», то в контейнерах в Новой Голландии.
И «Люда» вернулась в тот же двор на Моховой. В помещение по соседству. Там был сводчатый потолок, 110 квадратных метров, и даже небольшой второй этаж.

Программа второй «Люды» противоречила первой — не показывать петербургское искусство, только привозное. Омск, Пермь, Франция, Германия, Норвегия, Армения. Шаг увеличился вдвое. Вернисажи — не чаще двух раз в месяц. Но от разногласий с соседями это не спасло. И в свой 4-й сезон вторая «Люда» просто не открылась.
А.К.: Как галерея закрылась?
П.Б.: У нас вообще всё происходило буйно, активно и смешно. Закрылись проектом суперталантливого Паши Шугурова «Фуршетец», где он уподобил зрителей экскаваторам уничтожающим город из еды.
ЛЮДА — 3, 2019 — по настоящее время
В новой «Люде» выставки в основном коллективные. Стоят не меньше 1,5 месяцев. Также в помещении, стоит литографский станок.
Новая «Люда» фиксирует возвращение современных художников к традиционным медиа. И отражает ещё один тренд — побег современного искусства из центра городов. Но здесь, среди цехов и небольших производств, война миров даже очевиднее и отчетливей, чем во дворах-колодцах. Полицию никто не вызывает, но сама локация настраивает на философский лад.

## Проекты галереи
2008-2009
- Марина Колдобская «Римские каникулы»
- Александр Дашевский «Ячейки»
- Вероника Рудьева-Рязанцева «Святое сердце»
- Анатолий Заславский «Я видел то, что я видел»
- Тимур Новиков (к пятидесятилетию)
- Ольга Ловцюс «Красная шапочка и серый волк»
- Ира Васильева «Завтраки Гарпий»
- Андрей Рудьев «Электричество»
- Анна Желудь «Кабинет»
- Анна Франц «Газировка»
- Петр Швецов «Апология нарциссизма»
- Владимир Козин «Имя Россия»
- Григорий Ющенко «Укyсы насекомых»
- Алексей Варсопко «Все очень просто»
- Группа Мыло «Музейный проект»
- Виктор Тихомиров
- Александр Подобед
- Женя Голант
- Маня Алексеева
- Вика Ильюшкина
- Сергей Денисов
- Люда Белова
- Василий Голубев
- Елена Батурина
- Иван Химин
- Иван Плющ «Вперед в прошлое»
- Дмитрий Цветков «Я ГОРЖУСЬ»
- Валерий Гриковский
- Юрий Никифоров
- Павел Шугуров «Фуршетец»
- Дмитрий Пиликин и Станислав Савицкий «Девичья игрушка»

## Цитаты
«В Петербурге трудно разобраться в маргинальной культуре даже тем, кто находится внутри арт-сообщества. Идея была — создать портрет независимой культуры города. В этом дворе постоянно такое жужжание происходило».